# Combe Moor
Combe Moor – wieś w Anglii, w hrabstwie Herefordshire. Leży 28 km na północny zachód od miasta Hereford i 211 km na północny zachód od Londynu.